# Cattedrale di Sant'Egidio
La cattedrale di Sant'Egidio (in inglese St. Giles' Cathedral o High Kirk of Edinburgh) è il principale luogo di culto della Chiesa di Scozia a Edimburgo, situato al centro della Royal Mile. Talvolta è indicata come chiesa madre del presbiterianesimo, che si distingue in quanto non possiede vescovi, rendendo la chiesa non una cattedrale in senso stretto, ma una parrocchiale per parte della città vecchia di Edimburgo.
Il luogo di culto è stato un punto di riferimento per la città per oltre 900 anni, sebbene sia stata realmente sede vescovile della diocesi di Edimburgo per due periodi nel XVII secolo (1635–38 e 1661–1689), quando l'episcopalianesimo ottenne, grazie all'appoggio della Corona, importanza all'interno della Chiesa scozzese (vedi Guerre dei Vescovi). Prima della Riforma la città di Edimburgo non aveva avuto una cattedrale, essendo compreso dell'arcidiocesi di St Andrews.

## Denominazione
La chiesa è intitolata a Sant'Egidio, santo protettore dei lebbrosi.

## Storia
La fondazione dell'edificio originario viene fatta risalire al 1124 ad opera di Davide I di Scozia. Davide elevò Edimburgo a Burgh, con vasti possedimenti monastici.

## Architettura
Di particolare interesse è la Thistle Chapel.